# Touzac (Charente)
Touzac is een gemeente in het Franse departement Charente (regio Nouvelle-Aquitaine) en telt 455 inwoners (2004). De plaats maakt deel uit van het arrondissement Cognac.

## Geschiedenis
Touzac is op 1 januari 2017 gefuseerd met de gemeenten Éraville, Malaville, Nonaville en Viville tot de gemeente Bellevigne.

## Geografie
De oppervlakte van Touzac bedraagt 15,4 km², de bevolkingsdichtheid is 29,5 inwoners per km².
De onderstaande kaart toont de ligging van Touzac (Charente) met de belangrijkste infrastructuur en aangrenzende gemeenten.

## Demografie
Onderstaande figuur toont het verloop van het inwonertal.